# Ardisia ilocana
Ardisia ilocana är en viveväxtart som beskrevs av Elmer Drew Merrill. Ardisia ilocana ingår i släktet Ardisia och familjen viveväxter. Inga underarter finns listade i Catalogue of Life.